# Roger Roy
Pour les articles homonymes, voir Roy.
Roger Roy ou Roger Camille Roy, né le 14 juillet 1929 à Fourchambault et mort le 2 avril 2023 à Montpellier, est un entomologiste français spécialiste des Mantodea (Mantoptères).

## Biographie
Roger Camille Roy est né à Fourchambault dans la Nièvre le 14 juillet 1929.
Dès son plus jeune âge, il se passionne pour l'observation des insectes. Il suit des études secondaire au lycée de Nevers et il obtient son baccalauréat à Dijon en juillet 1947. Il poursuit ses étude en classe préparatoire au lycée Saint-Louis à Paris et il est admis, en juillet 1949, au concours d'entrée à l'École Nationale Supérieure. En 1950, il se rapproche du laboratoire d'entomologie du Muséum national d'histoire naturelle où il est pris en charge par Lucien Chopard. Il obtient une licence de la Faculté des Sciences de Paris avec des certificats en chimie générale et botanique en juin 1950, en géologie et zoologie en juin 1951 et en physiologie générale en juin 1952. Il participe, de juillet à décembre 1951, à une mission dans la région du Nimba en Guinée organisée par Maxime Lamotte pendant laquelle il étudie le peuplement en orthoptéroïdes des différents milieux naturels de cette région et obtient son diplôme d’études supérieures à Paris en décembre 1952 avec la mention très bien.
Entre 1953 et 1958, il officie dans l'enseignement secondaire, notamment au lycée Malherbe de Caen. Pendant cette période, il se marie avec Jacqueline Noël, entomologiste spécialisée dans les termites, et a deux enfants nés en 1954 et 1957.
Il est détaché à l'Institut français d’Afrique noire (IFAN) de Dakar en octobre 1958 où il travaillera sur les invertébré terrestres jusqu'en 1991. Durant toute sa carrière africaine, il œuvre pour le développement et l'enseignement des sciences naturelles au Sénégal et est fait Chevalier de l’Ordre national sénégalais du Lion en 1980, puis Officier à titre étranger en 1993.
Le prix Constant de la Société entomologique de France lui est décerné en 1967. Il est fait Chevalier de l'Ordre des Palmes académiques la même année puis Officier en 1976.
Veuf, il cherche à revenir en France en 1991 et, en 1992, il négocie, pour la fin de sa carrière et sa retraite, une pièce au laboratoire d'entomologie avec pour contrepartie sa venue régulière et un travail sur la taxonomie des Mantodea qu'il accomplira comme attaché honoraire du Muséum national d’Histoire naturelle avec brio en publiant plus de 120 articles après cette date.
Il est élu président de la Société entomologique de France en 2008, société savante qu'il avait intégré en 1960 avec le parrainage de Lucien Chopard et Eugène Séguy.
Il meurt le 2 avril 2023 à Montpellier.

## Œuvre entomologique
Pendant plus de 60 ans de travaux taxonomiques, Roger Roy a publié 227 articles. Il a décrit 25 nouveaux genres et 204 espèces nouvelles de Mantodea principalement d'Afrique subsaharienne, de Madagascar et de Guyane. 

### Liste de taxons nommés
- Afrothespis Roy, 2006
  - Afrothespis kenyana Roy & Schwarz, 2014
  - Amorphoscelis bimaculata Roy, 2010
  - Amorphoscelis chopardi Roy, 1962
  - Amorphoscelis hamata Roy, 2009
  - Amorphoscelis huismani Roy, 2010
  - Amorphoscelis javana Roy, 1966
  - Amorphoscelis lamottei Roy, 1963
  - Amorphoscelis morini Roy, 2013
  - Amorphoscelis pantherina Roy, 1966
  - Amorphoscelis pinheyi Roy, 2007
  - Amorphoscelis punctata Roy, 1962
  - Amorphoscelis rufula Roy, 1966
  - Amorphoscelis sulawesiana Roy, 2010
  - Amorphoscelis sumatrana Roy, 2010
  - Amorphoscelis tuberculata Roy, 1963
  - Amorphoscelis villiersi Roy, 1984
  - Anasigerpes amieti Roy, 1963
  - Anasigerpes centralis Roy, 1966
  - Anasigerpes grilloti Roy, 1978
  - Anasigerpes nigripes Roy, 1964
  - Anasigerpes unifasciata Roy, 1979
- Apterocorypha Roy, 1966
- Asiadodis Roy, 2004
  - Belomantis mirei Roy & Stiewe, 2017
  - Belomantis occidentalis Roy & Stiewe, 2017
- Bolivaroscelis Roy, 1973
  - Bolivaroscelis werneri Roy, 1962
  - Calamothespis aspoeckorum Roy & Stiewe, 2016
  - Calamothespis condamini Roy, 1969
  - Calamothespis guineensis Roy & Stiewe, 2016
  - Calamothespis kibweziana Roy & Stiewe, 2016
  - Calamothespis lesnei Roy & Stiewe, 2016
  - Calamothespis nathani Roy & Stiewe, 2016
  - Calamothespis prosti Roy & Stiewe, 2016
  - Calamothespis tanzaniensis Roy & Stiewe, 2016
  - Calamothespis vansoni Roy & Stiewe, 2016
  - Calamothespis vuattouxi Gillon & Roy, 1968
- Callivates Roy, 2003
  - Callivates stephanei Roy, 2003
  - Cataspilota pulchra (Roy, 1991)
- Caudatoscelis Roy, 1973
  - Caudatoscelis collarti Roy, 1964
  - Caudatoscelis lagrecai Roy, 1964
  - Caudatoscelis marmorata Roy, 1965
  - Ceratomantis ghatei Roy & Svenson, 2007
  - Ceratomantis gigliotosi Roy, 2007
  - Chlidonoptera chopardi Roy, 1964
  - Chlidonoptera lestoni Roy & Leston, 1975
  - Chrysomantis cachani Roy, 1964
  - Chrysomantis girardi Gillon & Roy, 1968
  - Congoharpax boulardi Roy, 1972
  - Congoharpax coiffaiti Roy, 1972
  - Congoharpax judithae Roy, 1972
  - Danuriella andapensis Roy, 2020
  - Danuriella andriai Roy, 2020
  - Danuriella anjouanensis Roy, 2020
  - Danuriella griveaudi Roy, 2020
  - Danuriella mayottensis Roy, 2020
  - Danuriella merigueti Roy, 2020
  - Danuriella sogai Roy, 2020
  - Danuriella tigrina Roy, 2020
  - Danuriella viettei Roy, 2020
  - Deroplatys indica Roy, 2007
- Dilatempusa Roy, 2004
  - Dystactula kaltenbachi Roy, 2006
  - Episcopomantis congica Roy, 1968
  - Epitenodera falcata Roy, 2022
  - Epitenodera nimbana Roy, 1963
  - Epitenodera sudanensis Roy, 2022
  - Euchomenella matilei Roy, 2001
  - Galepsus cliquennoisi Roy, 2005
  - Galinthias rhomboidalis Roy & Stiewe, 2014
- Gigliotoscelis Roy, 1973
  - Gonypetella ivoirensis Gillon & Roy, 1969
  - Heterochaeta bernardii Roy, 1973
  - Heterochaeta girardi Roy, 1975
  - Heterochaeta kumari Roy, 1975
  - Heterochaeta lamellosa Roy, 1976
  - Heterochaeta reticulata Roy, 1976
  - Hoplocorypha lobata Roy, 1969
  - Hyalomantis antsingica Svenson & Roy, 2011
  - Hyalomantis murzini Svenson & Roy, 2011
  - Hyalomantis whitingi Svenson & Roy, 2011
- Indomenella Roy, 2008
  - Junodia beieri Roy, 1972
  - Junodia hararensis Roy, 1972
  - Junodia maternaschulzei Stiewe & Roy, 2010
  - Junodia spinosa Roy, 1972
  - Junodia stiewei Roy, 2009
  - Junodia vansomereni Roy, 1972
  - Junodia vansoni Roy, 2009
- Lagrecacanthops Roy, 2004
  - Lagrecacanthops brasiliensis  Roy, 2004
  - Lagrecacanthops guyanensis  Roy, 2004
- Leptosibylla Roy, 1996
  - Leptosibylla gracilis Roy, 1996
  - Ligaria senegalensis Roy, 1961
  - Macracanthopus seydeli Roy, 1995
  - Macromantis saussurei Roy, 2002
- Maculatoscelis Roy, 1973
  - Maculatoscelis gilloni Roy, 1964
  - Maculatoscelis maculata (Roy, 1965)
- Mantilia Roy, 1993
  - Mantilia ehrmanni Roy, 1993
  - Mantis beieri Roy, 1999
  - Metacromantis nigrofemorata Ghate & Roy, 2006
  - Metagalepsus occidentalis Roy, 1972
- Metagalepsus Roy, 1971
- Metatoxodera Roy, 2009
  - Metatoxodera subparallela Roy, 2009
  - Microphotina viridula Roy, 2019
  - Miomantis bintumanensis Roy, 1971
  - Miomantis lamtoensis  Gillon & Roy, 1968
- Miracanthops Roy, 2004
  - Miracanthops lombardoi Roy, 2004
  - Miracanthops poulaini Roy, 2004
  - Nesogalepsus andasibensis Roy, 2017
  - Nesogalepsus anovensis Roy, 2017
  - Nesogalepsus enigmaticus Roy, 2017
  - Nesogalepsus mandenensis Roy, 2017
  - Nesogalepsus moulini Roy, 2017
  - Nesogalepsus schuettei Roy, 2017
  - Nilomantis edmundsi Roy & Leston, 1975
  - Orthoderella elongata Roy & Stiewe, 2011
- Ovalimantis Roy, 2015
  - Ovalimantis maculata Roy, 2015
  - Oxypiloidea centrafricana Roy, 2013
  - Oxypiloidea granulata (Roy, 1965)
  - Oxypiloidea ivoirensis Roy, 2013
  - Oxypiloidea maldesi Roy, 2013
  - Oxypiloidea maroccana Roy, 2013
  - Oxypiloidea orientalis Roy, 2013
  - Oxypiloidea sinuata Roy, 2013
  - Oxypiloidea angolica Roy, 2013
  - Oxypiloidea carvalhoi Roy, 2013
  - Oxypiloidea dargei Roy, 2013
  - Oxypiloidea denticulata Roy, 2013
  - Oxypiloidea murphyi Roy, 2013
  - Oxypiloidea namibiana Roy, 2013
  - Oxypilus burri (Roy, 1969)
  - Oxypilus servillei Roy & Stiewe, 2013
  - Oxypilus cherlonneixi Roy, 1999
  - Oxypilus descampsi Roy, 1966
  - Oxypilus enei Roy, 1966
  - Oxypilus falcatus Roy, 1966
  - Oxypilus flavicoxa Roy, 1964
  - Oxypilus gillonae Roy, 1966
  - Oxypilus guentheri Roy, 1966
  - Oxypilus hamatus Roy, 1966
  - Oxypilus lamottei Roy, 1966
  - Oxypilus maculifemur Roy & Stiewe, 2013
  - Oxypilus montanus Roy, 1999
  - Oxypilus pallidus Roy, 1966
  - Oxypilus pierrei Roy & Stiewe, 2013
  - Oxypilus raggei Roy, 1969
  - Oxypilus tanzanicus Roy, 1969
  - Oxypilus villiersi Roy, 1966
  - Pachymantis maculicoxa Roy, 2013
  - Pachymantis piceifemur Roy, 2013
    - Parablepharis kuhlii asiatica Roy, 2008

  - Paragalepsus bassari Roy, 1972
  - Paralygdamia fisheri Roy, 2016
  - Paralygdamia gigliotosi Roy, 2016
  - Paralygdamia grandidieri Roy, 2016
  - Paralygdamia ifatyensis Roy, 2016
  - Paralygdamia nosyensis Roy, 2016
  - Paralygdamia punctata Roy, 2016
  - Paralygdamia wintreberti Roy, 2016
- Paramantis Ragge & Roy, 1967
  - Paratoxodera gigliotosi Roy, 2009
  - Paratoxodera marshallae Roy, 2009
  - Paratoxodera polyacantha Roy, 2009
  - Phasmomantella pallida (Roy, 2001)
  - Platycalymma annulicornis Roy & Svenson, 2011
  - Platycalymma mahafalica Roy & Svenson, 2011
  - Platycalymma viettei Roy & Svenson, 2011
  - Plistospilota guineensis Roy, 1965
  - Polyspilota robusta Roy, 1989
  - Presibylla speciosa Roy, 1996
  - Prohierodula grassei Roy, 1965
  - Prohierodula lineata Roy, 1967
  - Prohierodula nigrispinis Roy, 1967
- Protoxodera Roy, 2009
  - Pseudostagmatoptera infuscata (Roy, 1973)
  - Rhomboderella gabonica Roy, 1973
  - Royacanthops soukana (Roy, 2002)
  - Sibylla dolosa Roy, 1975
  - Sibylla maculosa Roy, 1996
  - Sibylla marmorata Roy, 1996
    - Sibylla griffinii guineensis Roy, 1965

  - Sibylla operosa Roy, 1996
  - Sibylla punctata Roy, 1996
  - Sibylla vanderplaetseni Roy, 1963
  - Sphodromantis aureoides Roy, 2010
    - Sphodromantis gracilicollis centroccidentalis Roy, 2010
    - Sphodromantis lineola speciosa Roy, 1971

  - Sphodromantis socotrana Roy, 2010
  - Sphodromantis stigmosa Roy, 2010
  - Stenophylla gallardi Roy, 2005
  - Stenopyga belinga Roy, 1973
  - Stenopyga ipassa Roy, 1973
  - Stenopyga ziela Roy, 1963
- Stenotoxodera Roy, 2009
  - Stenotoxodera porioni Roy, 2009
  - Tarachodes pujoli Roy, 2002
  - Tarachodes similis Gillon & Roy, 1968
- Tenospilota Roy & Ehrmann, 2014
  - Theopompella chopardi Roy, 1963
  - Tisma chopardi Roy, 2005
  - Tisma pauliani Roy, 2005
  - Tisma peyrierasi Roy, 2005
- Tismomorpha Roy, 1973
  - Tismomorpha cherlonneixi Roy, 1995
  - Tismomorpha reinhardi Roy, 2012
  - Toxodera beieri Roy, 2009
  - Toxodera hauseri Roy, 2009
  - Toxodera maxima Roy, 2009
  - Toxodera pfanneri Roy, 2009
- Tuberculepsus Roy, 2008
  - Tuberculepsus ambrensis Roy & Schütte, 2010
  - Tuberculepsus analabensis Roy & Schütte, 2010
  - Tuberculepsus masoalensis Roy & Schütte, 2010
  - Tuberculepsus nigricoxa Roy & Schütte, 2010
  - Tuberculepsus orangea Roy & Schütte, 2010
  - Vespamantoida toulgoeti (Roy, 2010)
  - Zoolea descampsi Roy & Ehrmann, 2009

### Liste des taxons dédiés
Rendant hommage à son travail, certains auteurs ont nommé des espèces en son honneur avec l'épithète royi :
- Gastropoda
- Natica royi Pin, 1992

- Arachnida
- Araneus royi Roewer, 1961
- Idiops royi Roewer, 1961
- Kobacoryphus royi Roewer, 1961

- Chilopoda
- Cryptops royi Demange, 1963
- Caedius royi Pierre, 1961
- Calais royi Girard, 1967
- Copelatus royi Legros, 1958
- Formicomus royi Bonadona, 1969
- Gnathocera royi Ruter, 1958
- Gonocephalum royi Ardoin, 1961
- Guitelia royi Quentin & Villiers, 1972
- Hoplonyx royi Ardoin, 1971
- Lomaella royi Levasseur, 1971
- Macrocheilus royi Basilewsky, 1954
- Mastax royi Basilewsky, 1969
- Meliboeus royi Descarpentries, 1958
- Mesomorphus royi Kaszab, 1963
- Metadromius royi Mateu, 1969
- Metagonum royi Basilewsky, 1971
- Microlestes royi Mateu, 1963
- Propsephus royi Girard, 2003
- Pseudoleptaleus royi Bonadona, 1969
- Stenus obconicus royi Puthz, 1969
- Temnophthalmus royi Ardoin, 1962
- Trycherus royi Villiers, 1953
- Yolina royi Bistrom, 1983
- Zidalus royi (Ardoin, 1965)
- Zyras royi Last, 1963

- Dermaptera
- Anisolabis royi Brindle, 1971

- Diptera
- Petrorossia royi Francois, 1969

- Hemiptera
- Afrocyarda royi Medler 1988
- Collaria royi Matocq, 2020
- Ectomocoris royi Villiers, 1963
- Ectrichodia royi Villiers, 1963
- Hermillus royi Villiers, 1969
- Hoffmannocoris royi Villiers, 1971
- Microvelia royi Poisson, 1954
- Myiophanes royi Villiers, 1963

- Diplopoda
- Diopsiulus royi Demange & Mauriès, 1975
- Peridontopyge royi Demange, 1965

- Blattodea
- Symploce royi Princis, 1963

- Coleoptera
- Acanthoglossa royi Fagel, 1963
- Anemia royi Ardoin, 1971
- Apterozidalus royi Ardoin, 1965

- Hymenoptera
- Otitesella royi Wiebes, 1971

- Lepidoptera
- Caryonopera royi Fletcher & Viette, 1955
- Cymothoe fumana royi Pyrcz & Safian, 2018
- Mesothisa royi Herbulot, 1954
- Sesamia royi Laporte, 1973
- Tornoconia royi Berio, 1967
- Ulinella royi Kiriakoff, 1963

- Mantodea
- Royacanthops Moulin & Schwarz, 2023
- Acanthops royi Lombardo & Ippolito, 2004
- Chopardentella royi Kaltenbach, 1996
- Chrysomantis royi La Greca & Lombardo, 1987
- Paratithrone royi Lombardo, 1995
- Rogermantis royi Kaltenbach, 1996
- Sphodromantis royi La Greca, 1967
- Tarachomantis royi Mériguet, 2021

- Neuroptera
- Perlamantispa royi Poivre, 1982

- Odonata
- Macromia royi Legrand, 1982

- Orthoptera
- Cophogryllus royi Chopard, 1954
- Mangomaloba royi Chopard, 1954
- Hadrolecocatantops royi Jago, 1994
- Hermillus royi Villiers, 1969
- Paratettix royi (Günther, 1979)
- Xya royi Günther, 1982
- Tylotropidius royi Descamps & Le Breton, 1973

- Phasmatodea
- Pseudoclonistria royi Langlois & Lelong, 2010

- Trichoptera
- Oecetis royi Kimmins, 1961

### Liste de publications
Au cours de sa carrière, Roger Roy a publié 227 articles scientifiques traitant principalement de zoologie :
| Publications - Roy, R. 1952. Biogéographie des Poissons dans la région de Nevers. Annales de la Station centrale d’Hydrobiologie appliquée, 4: 287-317. - Roy, R. 1952. Le peuplement en Orthoptéroïdes de la prairie d’altitude du Nimba. Paris, Diplôme d’études supérieures, 86 pages. - Lamotte, M., Roy, R. 1954. Dermaptères, C., appendice. La Réserve naturelle intégrale du Mont Nimba, fascicule II. Mémoires de l’Institut français d’Afrique Noire, 40: 120-121. - Angel, F., Guibé, J., Lamotte, M., Roy, R. 1954. Serpents. La Réserve naturelle intégrale du Mont Nimba, fascicule II. Mémoires de l’Institut français d’Afrique Noire, 40: 381-402. - Roy, R. 1960. Importance écologique des Orthoptères dans l’Ouest Africain. Bulletin de l’Institut français d’Afrique Noire, (A)22(1): 198-206. - Roy, R. 1960. Ischnomantis gigas : la plus grande Mante du Monde. Notes africaines, 87: 74-75. - Lamotte, M., Roy, R. 1961. La zonation de la faune orophile du Mont Nimba (Guinée). Comptes rendus de l’Académie des Sciences, 252: 4040-4042. - Lamotte, M., Roy, R. 1961. L’endémisme dans la faune orophile du Mont Nimba (Guinée). Comptes rendus de l’Académie des Sciences, 252: 4209-4210. - Roy, R. 1961. Insectes et Conservation de la Nature. Notes Africaines, 91-92: 99-103. - Roy, R. 1961. Diptera Diopsidae. Le Parc national du Niokolo-Koba, fascicule II. Mémoires de l’Institut français d’Afrique Noire, 62: 285-288. - Dekeyser, P. L., Roy, R. 1962. I. Introduction. In : Le Parc national du Niokolo-Koba, fascicule II. Mémoires de l’institut français d’Afrique Noire, 62: 9-12. - Roy, R. 1962. VI. Dictyoptera Mantodea. Le Parc national du Niokolo-Koba, fascicule II. Mémoires de l’Institut français d’Afrique Noire, 62: 91-103. - Ragge, D. R., Roy, R. 1962. VII. Orthoptera Tettigonioidea. Le Parc national du Niokolo-Koba, fascicule II. Mémoires de l’Institut français d’Afrique Noire, 62: 105-107. - Roy, R. 1962. VIII. Orthoptera Acridoidea. Le Parc national du Niokolo-Koba, fascicule II. Mémoires de l’Institut français d’Afrique Noire, 62: 109-136. - Hincks, W. D., Roy, R. 1962. IX. Dermaptera. Le Parc national du Niokolo-Koba, fascicule II. Mémoires de l’Institut français d’Afrique Noire, 62: 137-138. - Roy, R. 1962. Monnaies actuelles des Etats de l’Ouest Africain. Notes africaines, 93: 31-32. - Roy, R. 1962. Notes sur le genre Amorphoscelis avec description de quatre espèces nouvelles (Dictyoptera Mantodea). Bulletin de l’Institut français d’Afrique Noire, (A)24(3): 677-709. - Villiers, A., Roy, R. 1962. Contribution à l’étude de la faune de la basse Casamance (Sénégal), I, Introduction. Bulletin de l’Institut français d’Afrique Noire, (A)24(3): 891-896. - Lamotte, M., Roy, R. 1962. Les traits principaux du peuplement animal de la prairie montagnarde du Mont Nimba (Guinée). Recherches Africaines, 1: 11-30. - Lamotte, M., Aguesse, P., Roy, R. 1962. Données quantitatives sur une biocœnose ouest africaine : La prairie montagnarde du Nimba (Guinée). La Terre et la Vie, 109(4): 351-370. - Roy, R. 1963. Dictyoptera Mantodea (2e note). In : La Réserve naturelle intégrale du Mont Nimba, fascicule V. Mémoires de l’Institut français d’Afrique Noire, 66: 163-206. - Condamin, M., Roy, R. 1963. XIX. Lepidoptera Papilionidae. In : La Réserve naturelle intégrale du Mont Nimba, fascicule V. Mémoires de l’Institut français d’Afrique Noire, 66: 415-422. - Roy, R. 1963. Contribution à l’étude de la faune de la basse Casamance (Sénégal). IV, Diptères Diopsides. Bulletin de l’Institut français d’Afrique Noire, (A)25(3): 965-968. - Roy, R. 1963. Les Amorphoscelis (Mantodea) de l’Afrique du Sud. Annals of the Transvaal Museum, 24(4): 321-325. - Roy, R. 1964. Les Amorphoscelis du groupe d’annulipes [Mantodea Amorphoscelidae]. Bulletin de l’Institut français d’Afrique Noire, (A)26(3): 720-734. - Roy, R. 1964. Les Mantes de la Côte d’Ivoire forestière. Bulletin de l’Institut français d’Afrique Noire, (A)26(3): 735-793. - Roy, R. 1964. Note préliminaire sur les Acridiens du Bintumane, point culminant des Monts Loma (Sierra Leone). Bulletin de l’Institut français d’Afrique Noire, (A)26(4): 1154-1176. - Roy, R. 1964. Récoltes de M. A. Villiers dans les dunes côtières du Sénégal : Orthoptères et ordres voisins. Bulletin de l’Institut français d’Afrique Noire, (A)26(4): 1177-1198. - Roy, R. 1965. Acridiens remarquables de l’Ouest Africain, I. Les Acridae et les Truxales. Notes africaines, 10: 120-124. - Ragge, D. R,. Roy, R. 1965. Contribution à l’étude de la faune de la basse Casamance (Sénégal), XII, Orthoptères Tettigonidea. Bulletin de l’Institut français d’Afrique Noire, (A)27(1): 185-188. - Roy, R. 1965. Les Mantes de la Guinée forestière. Bulletin de l’Institut français d’Afrique Noire, (A)27(2): 577-613. - Roy, R. 1965. Contribution à l’étude de la faune de la basse Casamance (Sénégal), XIV, Orthoptères Acridoidea. Bulletin de l’Institut français d’Afrique Noire, (A)27(3): 614-631. - Roy, R. 1965. Contribution à l’étude de la faune de la Casamance (Sénégal), XV, Orthoptères Gryllodea. Bulletin de l’Institut français d’Afrique Noire, (A)27(3): 908-921. - Roy, R. 1965. Deux nouvelles espèces d’Amorphoscelis en Côte d’Ivoire [Mantodea Amorphoscelidae]. Bulletin de l’Institut français d’Afrique Noire, (A)27(4): 1250-1258. - Roy, R. 1965. Mise au point sur le genre Prohierodula (Mantidae). Biologia gabonica, 1(3): 289-296. - Roy, R. 1965. Contribution à la connaissance des Amorphoscelis de la région orientale (Mantodea Amorphoscelidae), I, les espèces indocingalaises. Bulletin de la Société entomologique de France, 70(910): 267-273. - Roy, R. 1966. Notes sur le genre Anasigerpes [Mantodea Hymenopodidae]. Bulletin de l’Institut fondamental d’Afrique Noire, (A)28(1): 128-145. - Roy, J., Roy, R. 1966. Morphologie et biologie de quelques Achatinidae communs de l’Ouest africain. Notes africaines, 109: 1-6. - Roy, R. 1966. Acridiens remarquables de l’Ouest africain, II. Les Hieroglyphi. Notes africaines, 109 : 68. - Roy, R. 1966. Apterocorypha, nouveau genre de Mantes malgaches (espèce type : Hoplocorypha aurita Sauss. & Zhnt.). Bulletin de la Société entomologique de France, 71(12): 22-24. - Jaeger, P., Lamotte, M., Roy, R. 1966. Les richesses floristiques et faunistiques des monts Loma (Sierra Leone). Urgence de leur protection intégrale. Bulletin de l’Institut fondamental d’Afrique Noire, (A)28(3): 1149-1190. - Roy, R. 1966. Révision préliminaire du genre Oxypilus AudinetServille [Mantodea]. Bulletin de l’Institut fondamental d’Afrique Noire, (A)28(4): 1420-1486. - Roy, R. 1966. A new species of Amorphoscelis from Iraq (Mantodea : Amorphoscelidae). Entomological news, 77(1): 267-270. - Roy, R. 1966. L’influence de l’altitude sur le peuplement animal dans la Dorsale guinéenne, d’après les Orthoptères et ordres voisins. Compte-rendu sommaire de la Société de Biogéographie, 373: 33-40. - Roy, R. 1966. Contribution à la connaissance des Amorphoscelis de la région orientale [Mantodea Amorphoscelidae], II, les espèces d’Extrême Orient. Bulletin de la Société entomologique de France, 71(910): 261-273. - Roy, R. 1967. Contribution à la connaissance des genres Mantis Linné et Paramantis, nov. [Mantidae]. Bulletin de l’Institut fondamental d’Afrique Noire, (A)29(1): 126-149. - Ragge, D. R., Roy, R. 1967. A review of the praying mantises of Ghana [Dictyoptera Mantodea]. Bulletin de l’Institut fondamental d’Afrique Noire, (A)29(2): 586-644. - Roy, R. 1967. Notes complémentaires sur le genre Prohierodula, à propos de la découverte de deux nouvelles espèces au Congo (Mantodea). Revue de Zoologie et de Botanique africaines, 75(34): 295-307. - Roy, R. 1967. Récoltes du Dr M. Gaillard à Kolda, Sénégal (1963-1966) ; Orthoptères et ordres voisins. Bulletin de l’Institut fondamental d’Afrique Noire, (A)29(4): 1538-1567. - Roy, R. 1968. Contribution à la faune du Congo (Brazzaville). Mission A. Villiers et A. Descarpentries. Dictyoptères Mantodea. Bulletin de l’Institut fondamental d’Afrique Noire, (A)30(1): 318-339. - Gillon, Y., Roy, R. 1968. Les Mantes de Lamto et des savanes de Côte d’Ivoire. Bulletin de l’Institut fondamental d’Afrique Noire, (A)30(3): 1038-1151. - Derivot, J. H., Roy, R. 1968. Introduction à la zoogéographie ouest africaine / Introduction to the Zoogeography of West Africa. Atlas International de l’Ouest africain / International Atlas of West Africa, première livraison, pl. 1819, notice p. 1, 1 fig. - Roy, R. 1968. Introduction aux cartes de distribution des Insectes dans l’Ouest africain / Introduction to the distribution maps of Insects in West Africa. Atlas International de l’Ouest africain / International Atlas of West Africa, première livraison, pl. 18-19, notice p. 8. - Roy, R. 1968. La distribution des Catantops dans l’Ouest africain / The distribution of Catantops in West Africa. Atlas International de l’Ouest africain / International Atlas of West Africa, première livraison, pl. 1819, 1 carte en couleurs dans la pl. 19, notice p. 11-12. - Roy, R. 1968. Compléments à la connaissance du genre Mantis : l’identité de M. nobilis et M. octospilota [Dict.]. Bulletin de la Société entomologique de France, 73(78): 174-176. - Roy, R. 1968. Dictyoptères Mantodea recueillis par J.L. Amiet aux environs de Rosso (Mauritanie). Bulletin de l’Institut fondamental d’Afrique Noire, (A)30(4): 1354-1360. - Condamin, M., Roy, R. 1968 II. Vue d’ensemble sur la faune et le peuplement animal (état des connaissances au 20 novembre 1968). Le Parc national du Niokolo-Koba (Sénégal), fascicule III. Mémoires de l’Institut fondamental d’Afrique Noire, 84: 19-67. - Roy, R. 1969. VII. Dictyoptera Mantodea (2e note). Le Parc national du NiokoloKoba (Sénégal), fascicule III. Mémoires de l’Institut fondamental d’Afrique Noire, 84: 97-112. - Roy, R. 1969. IX. Orthoptera Grylloidea et Gryllotalpoidea. Le Parc national du Niokolo-Koba (Sénégal), fascicule III. Mémoires de l’Institut fondamental d’Afrique Noire, 84: 179-194. - Roy, R. 1969. X. Orthoptera Acridoidea (2e note). Le Parc national du NiokoloKoba (Sénégal), fascicule III. Mémoires de l’Institut fondamental d’Afrique Noire, 84: 179-194. - Roy, R. 1969. IX. Le peuplement animal des grandes zones de végétation terrestre (p. 123-132). Le Monde animal en Afrique intertropicale. Paris : Éditions de l’École. - Roy, R. 1969. III. La Moule africaine (Mytilus perna) (p. 292-293). Le Monde animal en Afrique intertropicale. Paris : Éditions de l’École. - Bourgoin, J., Roy, R. 1969. XLII. Une Cétoine (Diplognatha gagates) (p. 397-409). Le Monde animal en Afrique intertropicale. Paris : Éditions de l’École. - Roy, R. 1969. XLIV. Le Criquet pèlerin (p. 410-416). Le Monde animal en Afrique intertropicale. Paris : Éditions de l’École. - Roy, R. 1969. XLV. La Blatte américaine (p. 417-422). Le Monde animal en Afrique intertropicale. Paris : Éditions de l’École. - Roy, R. 1969. Contribution à la connaissance de la faune entomologique de la Côte d’Ivoire (J. Decelle, 1961-64). XXXI. Orthoptera Gryllodea et Acridoidea. Annales du Musée Royal de l’Afrique Centrale, série in 8°, Zoologie, 175: 49-55. - Roy, R. 1970. Compléments à la connaissance du genre Oxypilus [Mantodea]. Bulletin de l’Institut fondamental d’Afrique Noire, (A)31(4): 1105-1127. - Vachon, M., Roy, R., Condamin, M. 1970 Le développement post embryonnaire du Scorpion Pandinus gambiensis Pocock. Bulletin de l’Institut fondamental d’Afrique Noire, (A)32(2): 412-432. - Roy, R. 1970. Importance des Sciences naturelles dans la vie économique au Sénégal (conférence du 28 mars 1969). Notes africaines, 125: 13-20. - Roy, R. 1970. Dictyoptères, Chéleutoptères et Orthoptères recueillis par le Dr. M. Gaillard à Tambacounda (Sénégal). Bulletin de l’Institut fondamental d’Afrique Noire, (A)32(3): 685-704, et corrigenda, (A)32(4): 1104. - Roy, R. 1970. Contribution à l’étude biologique du Sénégal septentrional IV. Dictyoptères Mantodea. Bulletin de l’Institut fondamental d’Afrique Noire, (A)32(4): 1019-1033. - Roy, R. 1970. Contribution à l’étude biologique du Sénégal septentrional. V. Chéleutoptères et Dermaptères. Bulletin de l’Institut fondamental d’Afrique Noire, (A)32(4): 1034-1037. - Roy, R. 1971. Contribution à l’étude biologique du Sénégal septentrional. VII. Orthoptères Ensifères (Tettigonioidea et Grylloidea). Bulletin de l’Institut fondamental d’Afrique Noire, (A)33(1): 87-101. - Dupuy, A. R., Roy, R. 1971. Faune et peuplement animal, généralités (p. 63-64). Le Niokolo-Koba, Premier grand Parc national de la République du Sénégal. Dakar : Grande Imprimerie Africaine. - Condamin, M., Roy, R. 1971. Invertébrés (p. 65-77). Le Niokolo-Koba, Premier grand Parc national de la République du Sénégal. Dakar : Grande Imprimerie Africaine. - Condamin, M., Roy, R. 1971. Amphibiens et Reptiles (p. 85-89). Le Niokolo-Koba, Premier grand Parc national de la République du Sénégal. Dakar : Grande Imprimerie Africaine. - Dupuy, A. R., Roy, R. 1971. Appendice : Liste des Vertébrés vivant actuellement au Parc du Niokolo Koba et dans ses environs immédiats (p. 187-198). Le Niokolo-Koba, Premier grand Parc national de la République du Sénégal. Dakar : Grande Imprimerie Africaine. - Roy, R. 1971. Orthoptères recueillis par J.L. Amiet aux environs de Rosso (Mauritanie). Bulletin de l’Institut fondamental d’Afrique Noire, (A)33(2): 396-410. - Roy, R. 1971. Contribution à la connaissance des Mantes de Haute Volta. Bulletin de l’Institut fondamental d’Afrique Noire, (A)33(3): 536-548. - Roy, R. – VIII. Dictyoptera Mantodea. In : Le massif des Monts Loma (Sierra Leone), fascicule I. Mémoires de l’Institut fondamental d’Afrique Noire, 86: 241-248. - Ragge, D. R., Roy, R. 1971. IX. Orthoptera Tettigonidae. Le massif des Monts Loma (Sierra Leone), fascicule I. Mémoires de l’Institut fondamental d’Afrique Noire, 86: 249-259. - Kevan, McE. D. K., Roy, R. 1971. X. Orthoptera Pyrgomorphidae. Le massif des Monts Loma (Sierra Leone), fascicule I. Mémoires de l’Institut fondamental d’Afrique Noire, 86: 261-264. - Roy, R. 1972. Deux nouvelles espèces de Tarachodinae au Sénégal [Mantodea]. Bulletin de l’Institut fondamental d’Afrique Noire, (A)34(2): 323-333. - Roy, R. 1972. Contribution à la connaissance du genre Junodia [Mantodea Hymenopodidae]. Bulletin de l’Institut fondamental d’Afrique Noire, (A)34(3): 550-589. - Roy, R. 1972. Contribution à la connaissance du genre Congoharpax [Mantodea Hymenopodidae]. Bulletin de l’Institut fondamental d’Afrique Noire, (A)34(4): 857-868. - Roy, R. 1973. Premier inventaire des Mantes du Gabon. Biologia gabonica, 8(34)[1972]: 235-290. - Roy, R. 1975. Compléments à la connaissance des Mantes de Lamto (Côte d’Ivoire). Bulletin de l’Institut fondamental d’Afrique Noire, (A)37(1): 122-170. - Roy, R., Leston, D. 1975. Mantodea of Ghana: new species, further records and habitats. Bulletin de l’Institut fondamental d’Afrique Noire, (A)37(2): 297-344. - Roy, R. 1977. Mise au point sur le genre Heterochaeta Westwood (Mantodea). Bulletin de l’Institut fondamental d’Afrique Noire, (A)38(1): 69-111. - Roy, R. 1977. Nouvelles données sur le genre Oxypilus [Mantodea]. Bulletin de l’Institut fondamental d’Afrique Noire, (A)38(4): 859-880. - Roy, R. 1978. Contribution à l’étude de la faune entomologique de la République du Niger. IV. Les Mantes de la région de Maradi. Bulletin de l’Institut fondamental d’Afrique Noire, (A)39(1): 113-123. - Roy, R. 1978. Compléments à la connaissance des genres Anasigerpes et Junodia (Mantodea Hymenopodidae). Bulletin de l’Institut fondamental d’Afrique Noire, (A)40(1): 81-99. - Dupuy, A. R., Roy, R. 1982. Introduction. Recherches scientifiques dans les Parcs nationaux du Sénégal. Mémoires de l’Institut fondamental d’Afrique Noire, 92: 11-15. - Roy, R. 1982. VIII. Orthoptera Tetrigidae du Parc national du NiokoloKoba. Recherches scientifiques dans les Parcs nationaux du Sénégal. Mémoires de l’Institut fondamental d’Afrique Noire, 92: 133-139. - Luca, Y., de, Roy, R. 1983. Sur la terminologie des régimes alimentaires des animaux. Bulletin de la Société zoologique de France, 108(3): 347-363. - Prost, A., Roy, R. 1983. Les Mantes du Burkina Faso (exRépublique de HauteVolta). Bulletin de l’Institut fondamental d’Afrique Noire, (A)45(12): 66-117. - Roy, R. 1984. Une nouvelle espèce d’Amorphoscelis, jusqu’à présent confondue avec A. laxeretis Karsch [Mantodea, Amorphoscelidae]. Revue française d’Entomologie (N. S.), 6(2): 75-78. - Roy, R., Zidouemba, D. 1986. L’Atlas international de l’Ouest africain. GéoProdig, portail d’information géographique. Bulletin de l’Institut fondamental d’Afrique Noire, (B)46(34): 207-210. - Roy, R. 1987. Le peuplement en Mantes des îles situées au large de l’Afrique. Bulletin de la Société zoologique de France, 112(12): 117-125. - Roy, R. 1987. XXXII. Orthoptères Tetrigoidea et Tridactyloidea. In : Contribution à l’étude biologique du Sénégal septentrional. Bulletin de l’Institut fondamental d’Afrique Noire, (A)45(34): 269-273. - Roy, R. 1987. General observations on the systematics of Mantodea (p. 483488). Baccetti B. M. (éd.), Evolutionary Biology of Orthopteroid Insects. Chichester : Ellis Horwood Ltd. - Roy, R. 1987. Overview of the biogeography of African mantids (p. 4891-95). Baccetti B. M. (éd.), Evolutionary Biology of Orthopteroid Insects. Chichester : Ellis Horwood Ltd. - Roy, R. 1989. Une nouvelle espèce de Mante endémique à Madagascar [Dict. Mantidae]. Bulletin de la Société entomologique de France, 94(12): 15-19. - Zidouemba, D., Roy, R. 1989. Guide de rédaction à l’usage des auteurs. Bulletin de l’Institut fondamental d’Afrique Noire, (A et B) 46(12) : 3-28. - Roy, R. 1990. XXII. Orthoptères Tetrigoidea. In : Contribution à l’étude de la faune de la basse Casamance (Sénégal). Bulletin de l’Institut fondamental d’Afrique Noire, (A)46(34): 364-370. - Roy, R. 1991. Réhabilitation du genre Calospilota GiglioTos, 1917, avec description d’une espèce nouvelle : C. pulchra n. sp. (Mantodea, Mantidae). Revue française d’Entomologie (N.S.), 13(3): 97-100. - Roy, R. 1991. Analyse d’ouvrage, Ramsay G. W. Mantodea (Insecta), with a review of aspects of functional morphology and biology. Fauna of New Zealand, 19, 1990. Bulletin de la Société entomologique de France, 96(2): 181. - Roy, R. 1992. Une nouvelle espèce africaine à placer dans un nouveau genre très proche des genres Mantis Linné et Statilia Stål (Dictyoptera, Mantidae). Bulletin de la Société entomologique de France, 97(4): 333-337. - Roy, R. 1992. Analyse d’ouvrage, Lamotte M. Théorie actuelle de l’évolution. Paris, Hachette, Histoire et Philosophie des Sciences, 1994. Bulletin de la Société entomologique de France, 99(5): 462. - Roy. R. 1995. Contribution à la connaissance du genre Macracanthopus Uvarov et description d’une espèce nouvelle, M. seydeli (Mantodea, Mantidae, Amelinae). Journal of African Zoology, 109(3): 240-246. - Roy, R. 1995. Mise à jour des connaissances sur le genre Tismomorpha Roy, 1973 [Dictyoptera, Mantodea, Mantidae]. Revue française d’Entomologie (N.S.), 17(1): 23-26. - Roy, R. 1996. Révision des Sibyllinae (Mantodea). Bulletin du Muséum national d’Histoire naturelle, (A)4(12): 69-138. - Roy, R. 1996. Reticulimantis Roy, 1973, synonyme nouveau de Pseudostagmatoptera Beier, 1931 (Dict. Mantidae). Bulletin de la Société entomologique de France, 101(3): 234. - Nel, A., Roy, R. 1996. Revision of the fossil “mantid” and “ephemerid” species described by Piton from the Palaeocene of Menat (France) (Mantodea: Chaeteessidae, Mantidae; Ensifera: Tettigonioidea). European Journal of Entomology, 93: 223-234. - Roy, R. 1999. Analyse d’ouvrage, Michel B. & Bournier J.P. Les auxiliaires dans les cultures tropicales. Beneficials in tropical crops. Montpellier, CIRAD, 1997. Bulletin de la Société entomologique de France, 104(1): 104. - Roy, R. 1999. Mise à jour des connaissances pour le genre Oxypilus AudinetServille, 1831 (Mantodea, Hymenopodidae). Bulletin de la Société entomologique de France, 104(4): 327-335. - Roy, R. 1999. Une nouvelle espèce africaine du genre Mantis Linné (Dictyoptera, Mantodea, Mantidae). Revue française d’Entomologie (N.S.), 21: 163-166. - Roy, R. 1999. Morphology and Taxonomy. In : Prete F. R., Wells H., Wells P. H. & Hurd L. E. (éds), The Praying Mantids. Baltimore and London : The Johns Hopkins University Press. - Roy, R. 2000. Analyse d’ouvrage, Prete F. R., Wells H., Wells P. H. & Hurd L. E. (eds), foreword by J. Alcock. The Praying Mantids. The J. Hopkins University Press, 2000. Bulletin de la Société entomologique de France, 105(1): 61-64. - Roy, R. 2000. Analyse d’ouvrage, L’Insectarium de Montréal. Recettes de Jean-Louis Thémis. Des insectes à croquer. Guide de découvertes. 1997, Les Éditions de l’Homme. Bulletin de la Société entomologique de France, 105(3): 309-310. - Roy, R. 2001. Contribution à la connaissance des Angelinae de la région orientale : les genres Euchomenella, Mythomantis et Tagalomantis (Dictyoptera, Mantidae). Revue française d’Entomologie (N.S.), 23: 79-92. - Roy, R. 2001. Analyse d’ouvrage, Boulard M. Métamorphoses et transformations animales. Oblitérations évolutives. Travaux de l’institut Charles Darwin International, Société nouvelle des éditions Boubée, Paris, 2000. Bulletin de la Société entomologique de France, 106(1): 99-100. - Roy, R. 2001. Analyse d’ouvrage, Le Garff B. Dictionnaire étymologique de zoologie. Comprendre facilement tous les noms scientifiques. Delachaux et Niestlé, 1998. Bulletin de la Société entomologique de France, 106(3): 271-272. - Roy, R. 2002. Le genre Pseudogmothela Karny, 1910, en Afrique occidentale (Orthoptera, Acrididae, Gomphocerinae). Bulletin de la Société entomologique de France, 107(1): 5-11. - Roy, R. 2002. Une remarquable espèce nouvelle d’Acanthops AudinetServille, 1831, Guyane française (Dictyoptera, Mantodea). Bulletin de la Société entomologique de France, 107(3): 297-300. - Roy, R. 2002. Révision du genre néotropical Macromantis Saussure, 1871 (Dictyoptera, Mantidae). Bulletin de la Société entomologique de France, 107(4) : 403-418. - Roy, R. 2002. Contribution à la connaissance du genre Tarachodes Burmeister, 1838 (Dict., Mantodea, Tarachodinae). Bulletin de la Société entomologique de France, 107(5): 534-536. - Roy, R. 2002. Analyse d’ouvrage, Ehrmann R. Mantodea, Gottesanbeterinnen der Welt, 2002. Bulletin de la Société entomologique de France, 107(5): 537. - Roy, R. 2002. Euchomenella finoti Roy, 2001, nouveau synonyme de Rhodomantis queenslandica (Sjöstedt, 1918) (Dictyoptera, Mantidae). Revue française d’Entomologie (N.S.), 24(4): 169-170. - Roy, R. 2002. Commentaires à propos du genre Plesiacanthops Chopard, 1913, et redescription d’Acanthops tuberculata Saussure, 1870. (Dictyoptera, Mantodea). Revue française d’Entomologie (N.S.), 24(4): 171-177. - Lamotte, M., Roy, R. 2003. Le peuplement animal du mont Nimba (Guinée, Côte d’Ivoire, Liberia). Paris : Muséum national d’Histoire naturelle, 724 p. - Roy, R. 2003. Analyse d’ouvrage, Tillier S. Dictionnaire du règne animal. Les référents, Larousse, 1999. Bulletin de la Société entomologique de France, 108(1): 64. - Roy, R. 2003. A propos de deux mâles parasités de Prohierodula Bolivar, 1908 (Dictyoptera, Mantidae). Bulletin de la Société entomologique de France, 108(2): 181-183. - Roy, R. 2003. Callivates stephanei n. gen. n. sp. des Guyanes (Dictyoptera, Mantidae). Bulletin de la Société entomologique de France, 108(3): 233-235. - Roy, R. 2003. Analyse d’ouvrage, Leraut P. Le guide entomologique. Plus de 5000 espèces européennes. Photographies P. Blanchot, illustrations G. Hodebert. Bulletin de la Société entomologique de France, 108(3): 284-286. - Roy, R. 2003. Alfredistia reticulata n. gen., n. sp. d’Afrique du Sud (Dictyoptera, Mantodea, Tarachodidae). Bulletin de la Société entomologique de France, 108(4): 433-435. - Roy, R. 2003. Répartition, biologie et variabilité de Tarachodella monticola GiglioTos, 1917 (Dictyoptera, Mantodea, Tarachodidae). Bulletin de la Société entomologique de France, 108(5): 447-450. - Roy, R. 2004. Révision et phylogénie des Choeradodini Kirby, 1904 (Dictyoptera, Mantidae). Bulletin de la Société entomologique de France, 109(2): 113-128. - Roy, R. 2004. Acontista Saussure & Zehntner, 1894, genre valide (Dict. Mantodea). Bulletin de la Société entomologique de France, 109(3): 235-236. - Roy, R. 2004. Analyse d’ouvrage, Deuve T. Illustrated Catalogue of the Genus Carabus of the World (Coleoptera: Carabidae). Pensoft, SofiaMoscow, 2004, series Faunistica N°34. Bulletin de la Société entomologique de France, 109(3): 261-262. - Roy, R. 2004. Lagrecacanthops et Miracanthops, deux nouveaux genres d’Acanthopinae (Dictyoptera, Mantodea, Acanthopidae). Bulletin de la Société entomologique de France, 109(5): 491-498. - Roy, R. 2004. Analyse d’ouvrage, d’Aguilar J. & Fraval A. Glossaire entomologique. Delachaux et Niestlé. La bibliothèque du Naturaliste, 2004. Bulletin de la Société entomologique de France, 109(5): 526. - Roy, R. 2004. Réarrangements critiques dans la famille des Empusidae et relations phylogénétiques [Dictyoptera, Mantodea]. Revue française d’Entomologie (N.S.), 26(1): 1-18. - Roy, R. 2004. Précisions sur le genre Mythomantis GiglioTos et redescription de ses deux espèces (Dictyoptera, Mantidae). Revue française d’Entomologie (N.S.), 26(4): 157-163. - Roy, R. 2005. Révision du genre endémique malgache Tisma GiglioTos (Dictyoptera, Mantidae). Bulletin de la Société entomologique de France, 110(1): 45-57. - Roy, R. 2005. Epaphrodita undulata (Saussure, 1870) bona species (Dict. Hymenopodidae). Bulletin de la Société entomologique de France, 110(1): 57-58. - Roy, R. 2005. Mise au point sur le genre Stenophylla Westwood (Dictyoptera, Acanthopidae). Bulletin de la Société entomologique de France, 110(3): 225-232. - Roy, R. 2005. Une nouvelle espèce de Galepsus aux Comores (Dictyoptera, Tarachodidae). Bulletin de la Société entomologique de France, 110(45): 383-386. - Ghate, H. V., Thulsi Rao, K., Maqsood Javed, S. M., Roy, R. 2006 A new species of praying mantis genus Metacromantis Beier from Andhra Pradesh, India (Mantodea: Hymenopodidae: Acromantinae). Genus, 17(3): 327-334. - Roy, R. 2006. Deux nouvelles synonymies au niveau genre (Dictyoptera, Mantodea). Bulletin de la Société entomologique de France, 111(2): 195-198. - Roy, R. 2006. Vue d’ensemble sur les Acontistinae GiglioTos, 1919 (Dictyoptera, Acanthopidae). Bulletin de la Société entomologique de France, 111(3): 327-338. - Roy, R. 2006. Analyse d’ouvrage, Mestre J. & Chiffaud J. Catalogue et atlas des acridiens d’Afrique de l’Ouest, 2006. Bulletin de la Société entomologique de France, 111(3): 338. - Roy, R. 2006. Afrothespis dudleyi n. gen., n. sp. d’Afrique orientale (Dictyoptera, Mantodea). Bulletin de la Société entomologique de France, 111(4): 475-478. - Roy, R. 2006. Analyse d’ouvrage, Otte D. & Spearman L. Mantida Species File, Catalog of the Mantids of the World. 2005, Insect Diversity Association. Bulletin de la Société entomologique de France, 111(4): 528. - Roy, R. 2007. Deroplatys indica, nouvelle espèce de l’Inde (Dictyoptera, Mantodea). Revue Suisse de Zoologie, 114(3): 507-511. - Roy, R. 2007. Parymenopus WoodMason, 1890, et Cataspilota GiglioTos, 1917, genres valides (Dict. Mantodea). Bulletin de la Société entomologique de France, 112(1): 91-92. - Roy, R. 2007. Analyse d’ouvrage, Bellmann H. Quel est donc ce papillon ? Traduction Gérard Luquet. Paris, Nathan, 2006. Bulletin de la Société entomologique de France, 112(1): 140. - Roy, R. 2007. Une nouvelle espèce africaine d’Amorphoscelis Stål, 1871 (Dictyoptera, Mantodea). Bulletin de la Société entomologique de France, 112(3): 387-388. - Roy, R. 2007. Compléments à la connaissance de Macromantis nicaraguae Saussure & Zehntner, 1894 (Dict. Mantidae). Bulletin de la Société entomologique de France, 112(3): 394. - Roy, R., Svenson, G. 2007. Revision of the genus Ceratomantis WoodMason, 1876 (Dictyoptera, Mantodea). Bulletin de la Société entomologique de France, 112(4): 433-444. - Roy, R. 2008. Contribution à la connaissance du genre Parablepharis Saussure, 1870 (Mantodea). Bulletin de la Société entomologique de France, 113(1): 53-60. - Roy, R. 2008. Vue d’ensemble sur les Tarachodinae malgaches (Dictyoptera, Mantodea). Bulletin de la Société entomologique de France, 113(2): 183-186. - Roy, R. 2008. Indomenella, nouveau genre d’Angelinae (Dict. Mantidae). Bulletin de la Société entomologique de France, 113(3): 3-30. - Roy, R., Cuche, Th. 2008. Catalogue du matériel type des mantes conservé au Muséum d’histoire naturelle de Genève (Insecta : Mantodea). Revue suisse de Zoologie, 115(1): 3-24. - Roy, R. 2009. Nouvelles données sur le genre Junodia Schultess, 1899 (Mantodea, Hymenopodidae). Bulletin de la Société entomologique de France, 114(1): 119-127. - Roy, R. 2009. Une nouvelle synonymie pour le genre Amorphoscelis Stål, 1871 (Dict. Amorphoscelidae). Bulletin de la Société entomologique de France, 114(1): 1-28. - Roy, R., Stiewe, M. B. D. 2009. Contribution to the knowledge of Eastern African Amorphoscelis Stål, 1871, with description of two new species (Dictyoptera, Mantodea, Amorphoscelidae). Bulletin de la Société entomologique de France, 114(2): 195-209. - Roy, R. 2009. Complément de description pour Amorphoscelis asymmetrica Ingrisch, 1999 (Dict., Mantodea, Amorphoscelidae). Bulletin de la Société entomologique de France, 114(2): 209-210. - Roy, R. & Cherlonneix E. 2009. Systématique et biologie de Sphodromantis biocellata (Werner) (Mantodea, Mantidae). Bulletin de la Société entomologique de France, 114(4): 389-400. - Roy, R., Ehrmann, R. 2009. Révision du genre Zoolea Audinet-Serville [Mantodea, Mantidae, Vatinae]. Revue française d’Entomologie (N.S.), 31(1): 1-22. - Ehrmann R. & Roy, R. 2009. Taxonomy and synonymy of Phyllothelys WoodMason (Dictyoptera: Mantodea). Annales de la Société entomologique de France, 45(1): 67-76. - Roy, R. 2009. Révision des Toxoderini sensu novo (Mantodea, Toxoderinae). Revue suisse de Zoologie, 116(1): 93-183. - Roy, R. 2010. Contribution à la connaissance du genre néotropical Mantoida Newman, 1838 (Dict., Mantoididae). Bulletin de la Société entomologique de France, 115(1): 22. - Roy, R. 2010. Analyse d’ouvrage, Desparins J.P. Dictionnaire à l’usage de l’entomologiste. Educagri éditions, Dijon. Bulletin de la Société entomologique de France, 115(1): 46. - Roy, R. 2010. Mises au point sur le genre Sphodromantis Stål, 1871 (Mantodea, Mantidae). Bulletin de la Société entomologique de France, 115(3): 345-366. - Roy, R. 2010. Analyse d’ouvrage, Battiston R., Picciau L., Fontana P. & Marshall J. Mantids of the EuroMediterranean Area. WBA Handbookks 2, Verona, 2010. Bulletin de la Société entomologique de France, 115(3): 396. - Roy, R., Schütte, K. 2010. Le genre endémique malgache Tuberculepsus Roy, 2008 (Dictyoptera, Mantodea). Bulletin de la Société entomologique de France, 115(4): 401-416. - Roy, R. 2010. Les Amorphoscelinae indomalais [Mantodea, Amorphoscelidae]. Revue française d’Entomologie (N.S.), 32(12): 65-92. - Roy, R., Stiewe, M. B. D. 2011. Révision du genre néotropical Orthoderella GiglioTos, 1897 (Mantodea, Mantidae, Photinainae). Bulletin de la Société entomologique de France, 116(1): 43-56. - Roy, R. 2011. Redécouverte en Guyane d’Angela maxima (Chopard, 1910) (Dict., Mantidae). Bulletin de la Société entomologique de France, 116(1): 61-62. - Roy, R. 2011. Une nouvelle synonymie chez les Mantes (Dict., Mantidae). Bulletin de la Société entomologique de France, 116(2): 2-40. - Svenson, G. J., Roy, R. 2011. Taxonomic treatment of the endemic Malagasy praying mantis genus Hyalomantis GiglioTos, 1915, with a new synonymy and the description of three new species (Mantodea, Iridopterygidae, Tropidomantinae). Zootaxa, 2777: 1-24. - Roy, R., Svenson, G. J. 2011. Revision of Platycalymma Westwood, 1889, and the synonymy of Ichromantis Paulian, 1957 (Mantodea, Iridopterygidae, Tropidomantinae). Zootaxa, 3014: 1-25. - Roy, R. 2012. Une nouvelle espèce à rapporter au genre Tismomorpha Roy, 1973 (Mantodea, Mantidae). Bulletin de la Société entomologique de France, 117(1): 75-78. - Roy, R. 2012. Une curieuse ressemblance entre des espèces des genres voisins Zoolea Audinet-Serville, 1838, et Vates Burmeister, 1838 (Dict., Mantidae, Vatinae). Bulletin de la Société entomologique de France, 117(3): 3-80. - Roy, R. 2013. Révision du genre africain Oxypiloidea Schultess, 1898 (Dictyoptera, Mantodea, Hymenopodidae). Zoosystema, 35(3): 277-359. - Roy, R. 2013. Découverte des mâles de Sphodromantis obscura Beier & Hocking (Dict., Mantidae). Bulletin de la Société entomologique de France, 118(1): 85-86. - Roy, R. 2013. Analyse d’ouvrage, Berg M. K., Schwarz C. J. & Mehl J. E. Die Gottesanbeterin Mantis religiosa. Hohenwarsleben, 2011. Bulletin de la Société entomologique de France, 118(1) : 118. - Roy, R. 2013. Révision du genre Pachymantis Saussure, 1871 (Mantodea, Hymenopodidae). Bulletin de la Société entomologique de France, 118(2): 145-154. - Roy, R. 2013. Miobantiinae, nomen novum pro Miopteryginae Kirby, 1904 (Mantodea, Thespidae). Bulletin de la Société entomologique de France, 118(3): 284. - Roy, R. 2013. Mise au point sur le genre Chrysomantis GiglioTos, 1915 (Mantodea, Hymenopodidae). Bulletin de la Société entomologique de France, 118(4): 463-472. - Roy, R. 2013. Une nouvelle espèce d’Amorphoscelis Stål, 1871, d’Afrique centreoccidentale (Dict., Mantodea, Amorphoscelidae). Bulletin de la Société entomologique de France, 118(4): 519-520. - Roy, R. 2013. Analyse d’ouvrage, Wieland R. F. The phylogenetic system of Mantodea (Insecta: Dictyoptera), 2013. Bulletin de la Société entomologique de France, 118(4): 526. - Ehrmann, R., Roy, R. 2013. Taxonomy and synonymy of Phyllothelys WoodMason (Dictyoptera: Mantodea). Annales de la Société entomologique de France (N.S.), 45(1): 67-76. - Roy, R., Stiewe, M. B. D. 2013. Bilan des connaissances relatives au genre Oxypilus AudinetServille [Mantodea, Hymenopodidae]. Revue française d’Entomologie (N.S.), 33(14): 27-54. - Roy, R., Stiewe M. B. D. 2014. Révision du genre Galinthias Stål, 1877 (Mantodea, Galinthiadidae). Bulletin de la Société entomologique de France, 119(2): 199-215. - Ramage, T., Roy, R. 2014. Tropidomantis tenera (Stål), espèce nouvellement implantée en Polynésie française (Dict., Mantodea, Iridopterygidae). Bulletin de la Société entomologique de France, 119(2): 2-16. - Roy, R. 2014. Attribution de prix : Prix Paul Pesson, Tillier P., Giacomino M. & Colombo R. Atlas de répartition des Fourmilions en France, 2013, supplément tome XXII de la Revue de l’Association roussillonnaise d’Entomologie. Bulletin de la Société entomologique de France, 119(2): 275-292. - Roy, R., Ehrmann, R. 2014. Une nouvelle synonymie de genre et d’espèce pour les Mantodea Toxoderidae. Bulletin de la Société entomologique de France, 119(3): 306. - Roy, R. & Ehrmann R. 2014. Un nouveau genre de Tenoderinae (Mantodea, Mantidae). Bulletin de la Société entomologique de France, 119(3): 339-344. - Roy, R. 2014. Premières données sur les oothèques du genre endémique malgache Tisma GiglioTos, 1917 (Dict., Mantidae). Bulletin de la Société entomologique de France, 119(3): 347-348. - Roy, R. 2014. A propos de la nomenclature binominale. Bulletin de la Société entomologique de France, 119(4): 4-44. - Roy, R., Schwarz, C. J. 2014. Nouvelles données sur le genre Afrothespis Roy, 2006 (Dictyoptera, Mantodea). Bulletin de la Société entomologique de France, 119(4): 473-480. - Roy, R. 2014. Guest editorial. Zootaxa, 3797(1): 78. - Roy, R. 2014. A historical review of nomenclature and highlevel classification of praying mantises (Mantodea), including a provisional checklist of the names associated to suprageneric ranks. Zootaxa, 3797(1): 9-28. - Roy, R. 2015. Analyse d’ouvrage, Braud Y., Franc A. & Gay P.E. Les acridiens des formations herbeuses de Madagascar. Rome : Organisation des Nations Unies pour l’Alimentation et l’Agriculture, 2014. Bulletin de la Société entomologique de France, 120(2): 128. - Roy, R. 2015. Un nouveau genre de Mante de Guyane française (Mantodea, Acanthopidae). Bulletin de la Société entomologique de France, 120(2): 143-146. - François, A., Roy, R. 2015. Le genre Microphotina Beier, 1935 : deux espèces, ou une seule ? (Mantodea, Photinaidae). Bulletin de la Société entomologique de France, 120(3): 389-396. - Caesar, M., Roy, R., Legendre,, F., Grandcolas, P., Pellens R. 2015. Catalogue of Dictyoptera from Syria and neighbouring countries (Lebanon, Turkey, Iraq and Jordan). Zootaxa, 3948(1): 71-92. - Roy, R. 2016. Attribution de prix : Prix Jean Dolfus, Sardet E., Roesti C. & Braud Y. Cahier d’identification des Orthoptères de France, Belgique, Luxembourg et Suisse. 2015, éditions Biotope, Mèze. Bulletin de la Société entomologique de France, 121(2): 245-246. - Roy, R., Schütte, K. 2016. Mise au point sur le genre Brancsikia Saussure & Zehntner (Mantodea, Epaphroditidae). Bulletin de la Société entomologique de France, 121(3): 269-282. - Roy, R. 2016. Révision du genre endémique malgache Paralygdamia Saussure & Zehntner, 1895 (Dictyoptera, Mantodea, Tarachodidae). Zoosystema, 38(3): 317-338. - Roy, R., Stiewe, M. B. D. 2016. Révision du genre afrotropical Calamothespis Werner 1907 (Mantodea : Toxoderinae). Annales de la Société entomologique de France (N.S.), 52(1): 26-48. - Roy, R. 2017. Révision du genre endémique malgache Nesogalepsus Beier, 1954 (Mantodea, Tarachodidae). Bulletin de la Société entomologique de France, 122(1): 35-52. - Garrouste, R., Roy, R. 2017. Note sur le comportement maternel de la Mante Paralygdamia madecassa, endémique de Madagascar (Dictyoptera, Tarachodidae). Bulletin de la Société entomologique de France, 122(1): 109-110. - Roy, R., Stiewe, M. B. D. 2017. Révision du genre Belomantis GiglioTos, 1914 (Mantodea, Toxoderidae). Bulletin de la Société entomologique de France, 122(3): 287-295. - Roy, R. 2018. Le genre Tenodera Burmeister, 1838, généralités et présence en Afrique (Mantodea, Mantidae). Bulletin de la Société entomologique de France, 123(1): 105-116. - Roy, R. 2018. Bilan des récoltes de Mantodea réalisées dans le secteur de La Maboké (République Centrafricaine). Bulletin de la Société entomologique de France, 123(3): 343-364. - Schwarz, C. J., Roy, R. 2018. Some taxonomic and nomenclatural changes in Mantodea (Dictyoptera). Bulletin de la Société entomologique de France, 123(4): 451-460. - Roy, R. 2019. Les mantes (Dictyoptera, Mantodea) du massif du Mitaraka (Guyane). In : Touroult J. (éd.), “Our Planet Reviewed” 2015 largescale biotic survey in Mitaraka, French Guiana. Zoosystema, 41(5) : 5970. - Schwarz, C. J., Roy, R. 2019. The systematics of Mantodea revisited: an updated classification incorporating multiple data sources (Insecta: Dictyoptera). Annales de la Société entomologique de France (N.S.), 55(2): 101-196. - Roy, R. 2020. Révision du genre Danuriella Westwood, 1889 (Mantodea). Zoosystema, 42(21): 399-432. - Moulin, N., Roy, R. 2020. Synthèse des connaissances des Mantodea de Guyane. Naturae, 2020(2): 31-53. - Roy, R., Mestre, J. 2020. Les Acridiens de la région des monts Loma (Sierra Leone) (Orthoptera, Caelifera). Bulletin de la Société entomologique de France, 125(1): 79-104. - Roy, R. 2020. Précisions relatives à Negromantis milloti (Paulian, 1957) avec le signalement de femelles (Mantodea, Nanomantidae). Bulletin de la Société entomologique de France, 125(1): 117-119. - Roy, R. 2021. Une nouvelle espèce du genre Isomantis GiglioTos, 1917 (Mantidae, Stagmomantinae). Bulletin de la Société entomologique de France, 126(2): 226-228. - Roy, R. 2022. Révision du genre afrotropical Epitenodera GiglioTos, 1912 (Mantodea, Mantidae). Bulletin de la Société entomologique de France, 127(1): 69-90. |